# Menàrguens (ort)
Menàrguens är en ort i Spanien.   Den ligger i provinsen Província de Lleida och regionen Katalonien, i den östra delen av landet, 400 km öster om huvudstaden Madrid. Menàrguens ligger 204 meter över havet och antalet invånare är 837.
Terrängen runt Menàrguens är platt. Runt Menàrguens är det ganska tätbefolkat, med 104 invånare per kvadratkilometer. Närmaste större samhälle är Lleida, 16,7 km sydväst om Menàrguens. Trakten runt Menàrguens består till största delen av jordbruksmark.